# 十字架

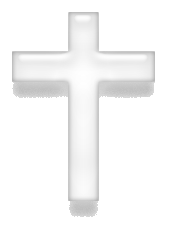
ラテン十字

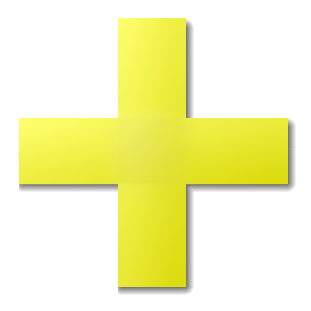
ギリシャ十字

十字架（じゅうじか）は、イエス・キリストが磔刑に処されたときの刑具と伝えられ、主要なキリスト教教派が、最も重要な宗教的象徴とするもの。イエスの十字架を象り、立体のものを作ったり画布や板に描いたりしたものを崇敬の対象とする。また、祈祷の一部として手で自分の胸に画いたり、相手の頭上に画いたりする。

## 歴史と受容

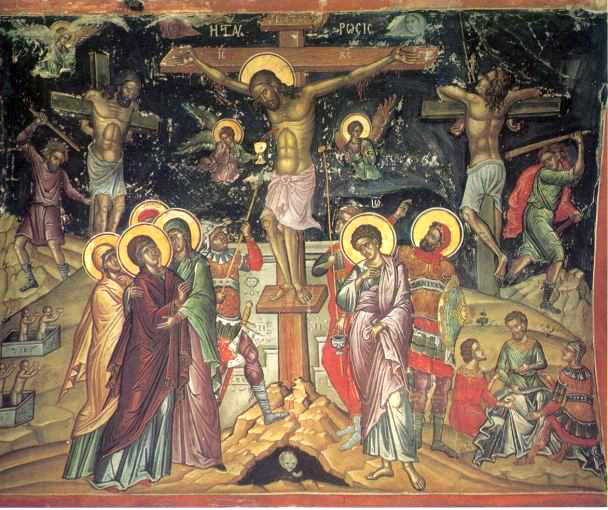
クレタのセオファニスによって16世紀に描かれた、キリストの磔刑とそれを見守る人々が描かれた正教会のイコン。アトス山のスタヴロニキタ修道院所蔵。

十字架を意味するギリシャ語σταυρός(stauros)は本来直立した杭のことを表す。十字架の形態には垂直で先の尖った杭、T字である直立した木とその上の横木、同じ長さの2つの交差する木からなるものの3つがある。十字架刑はペルシャ人が考案し、最初に使用したものと考えられている。処刑された者の死体によってゾロアスター教のアフラ・マズダに奉献された大地を汚さないようにしたのではないかと推測される。後に十字架はアレクサンダー大王やディアドコイの王子たち、特にカルタゴ人たちによって使用された。ギリシャでは十字架刑は奴隷に限られており、自由人を十字架にかけたのはバルバロイであった。ローマにおいては共和国時代から既に奴隷の処刑方法であり、帝政期にはローマ市民ではない外国人にも行われた。ただし独裁的な為政者は必ずしもこの原則を守っておらず、マカベアの王アレクサンドル1世は、反乱を起こしたベトメを占領したとき、捕虜をエルサレムに連行し、800人のユダヤ人を十字架につけた。ローマでは十字架への磔刑は「国家反逆罪」への罰であった。十字架刑は死刑囚自身が横木となる梁を持って処刑場に行き、梁は身体と共に持ち上げられ、直立した支柱に固定された。十字架の高さは様々だが、人の背丈よりやや高いか、遠くから死刑囚が見えるようにさらに高くなる場合もあった。十字架には罪状書きが貼り付けられた。キケロは十字架刑を最大の死刑と呼び、最も苦痛で恐ろしく、醜いものとした。遺体は通常腐敗するにまかせるため放置されるが、埋葬のために引き渡されることがあった。十字架上では緩慢な死が訪れるため、想像を絶する苦しみがあった。
旧約聖書において、磔刑に処されたものは「呪われる」とある。
パウロはガラテヤ人への手紙3章13節において申命記の引用を行っている。
佐竹明はキリストが人間に代わって死んであがないとなったことにより、人間が救われるという考え方であるとしている。あがないのための代理の死という考え方は、ヘレニズムユダヤ教にも見られており、ガラテヤ人への手紙1章4節及びローマ人への手紙5章8節にあるようにパウロ以前の段階でキリスト教においてキリストの死の解釈としてあらわれている。キリストが呪いとなることによって人々には「呪いから」の解放がもたらされる。
これに対し青野は十字架の死を神の呪いであると考えるユダヤ教の理解に対応している可能性は十分にあるとしつつも相手がユダヤ人であるか否かにかかわらず誰でもが感知できる「呪い」としての「十字架のつまずきの性格」にもかかわらず、その「十字架」を逆説的に救済論的に捉えていくパウロ独自の視点が強く押し出されているとする。その上で「十字架」においては「呪い」としか言えない「悲惨さ」が抑えられており、それは「つまずき」であり「愚かさ」以外の何ものでもない。この「呪い」の中にこそ、逆説的に神の救済の行為は示されていた。キリストの死の事実だけではなく、その死の形も重要な役割を果たしているのである。
十字架刑はコンスタンティヌス大帝によって廃止されたが、十字架がキリスト教の信仰の中で重視されるようになったのは4世紀以降である。十字架はキリストの受難の象徴また死に対する勝利のしるし、さらには復活の象徴として捉えられた。このため「聖なる木」「死を滅ぼしし矛」などの美称がある。
キリスト教を公認したローマ皇帝コンスタンティヌス1世の夢に十字架が勝利のしるしとして現れたという伝承や、コンスタンティヌスの母ヘレナがエルサレム巡礼に際して十字架の遺物を発見したという伝承がある。
いくつかの図像や立体の十字架の根元にはされこうべが置かれていることもあり、これは伝承によればアダムのされこうべであるといわれる。
カトリック教会や正教会など伝統的諸教会においては、十字架への崇敬を公の場面でも私の場面でも行う。特別の祭日において十字架を崇敬するほか、十字架への接吻や跪礼を行う、十字架を主題とした祈祷を行う、一般の祈祷において十字を手で画くなどさまざまな仕方で、十字架は信仰生活の一部となっている。
十字の描き方には、教派によっていくつかの種類がある。こうした際は古代の教義論争の結果成立したものであり、最初期には一本指・二本指などいろいろな方法があった。また十字を画く場所も多岐にわたった。
プロテスタントのほとんどの教派でも、十字架はキリストの受難を象徴するものとして教会装飾に取り入れられる。一方ほとんどのプロテスタント教派では手で十字を描く習慣は廃されている。
過去の宗教改革者の中には、十字架の使用や崇敬行為に反対する者が見られた。初期の改革者であるトリノのクラウディウスやブリューイのペトルス、ワルド派の始祖であるピエール・ワルド、スイス改革派教会の創始者であるフルドリッヒ・ツヴィングリなどがいる。

## 信仰実践の中の十字架

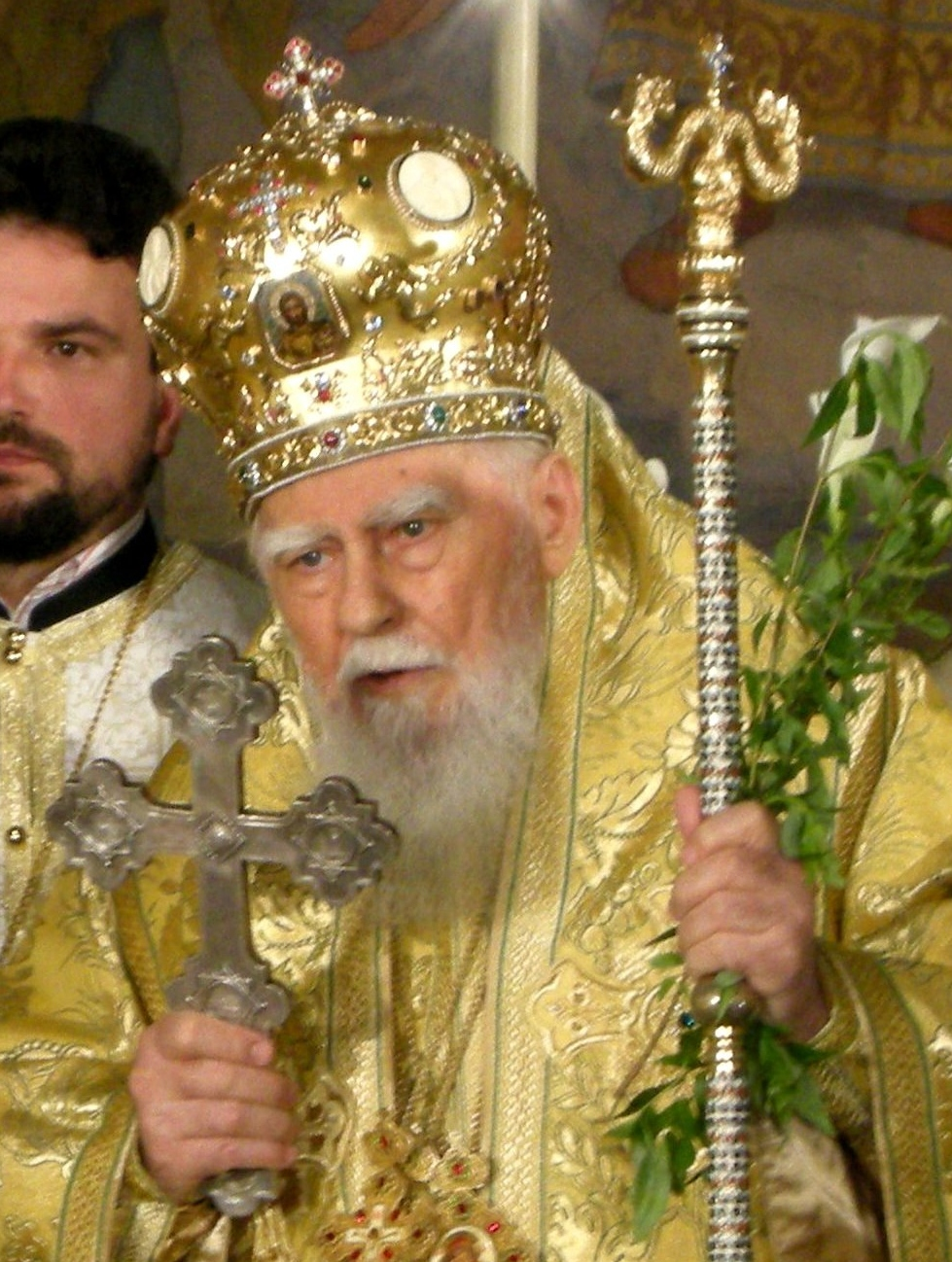
ブルガリア正教会のマクシム総主教。頭にミトラ (宝冠)を着用し、胸にはパナギアをかけ、右手には手持ち十字架、左手には権杖を持っている。

カトリック教会や正教会などにおいては、「十字架発見」を始めとして、幾つかの十字架に関する祝祭日がある。
正教会においては年に3度、十字架のための特別の祭日がある。大斎中の「十字架叩拝の主日」、8月の「十字架の出行の祭日」、9月の「十字架挙栄祭」である。十字架挙栄祭は十字架発見を記憶する祭で、十二大祭のひとつである。またそれ以外のときにも、復活大祭など特別の折に、十字を先頭にした行列を行うことがある。これを十字行という。十字行は聖歌を伴う奉神礼の一種である。
信者は十字架を身に付けるほか、指を用いて十字を描くのを常とする。
また正教会においては、主日ほか祭日の早課中と聖体礼儀の後、主教もしくは司祭が持つ手持ち十字架に接吻し司祭の祝福を受ける習慣がある。この十字架接吻で用いられる十字架は多く金製であり、十字架上のキリストの身体の象りを含む場合が多い。

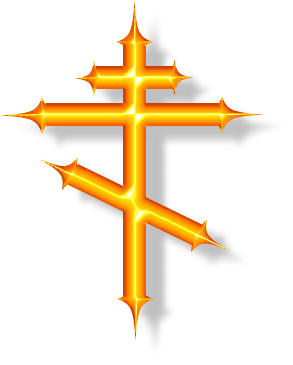
八端十字架

ケルト十字

### 十字架の道行き
カトリック教会で行われる信心業で、中世末期から行われてきた。キリストのまねびの一形態ともいえる。イエス・キリストの捕縛から受難と埋葬までの14の場面を、個々の場所や出来事を心に留めて祈りを捧げる。聖地巡礼ではそれぞれの場所で祈祷を行う。これを模すためにカトリック教会の聖堂では、壁に捕縛から埋葬まで14場面の聖画像が掲げてある。最後に15番目として復活の場面の祈りが祭壇中央に向かって捧げられることもある。特に四旬節中にミサの前後などに行われる信心業である。

## 日本での呼称
日本語では立体のものを「十字架」と呼び、二次元のものは「十字」と呼ぶことが多い。古くは、ポルトガル語の「Cruz（クルス）」を模して「久留子（くるす）」とも言った。佐藤研は「十字架」の訳語について、σταυρός(stauros)は十文字の形ではなくT字型であったと考えられることや、「十字架」の美しい語感がこの刑罰の凄惨さを伝えにくいものにしていることなどの問題を挙げ、「杭殺刑」「杭殺柱」の訳語を提案している。

## 文字
ユニコードに採用された、文字としての十字架には以下がある。
- ✝ Unicode Character 'LATIN CROSS' (U+271D)
- ✞ Unicode Character 'SHADOWED WHITE LATIN CROSS' (U+271E)
- ✟ Unicode Character 'OUTLINED LATIN CROSS' (U+271F)